# Armatura coreana

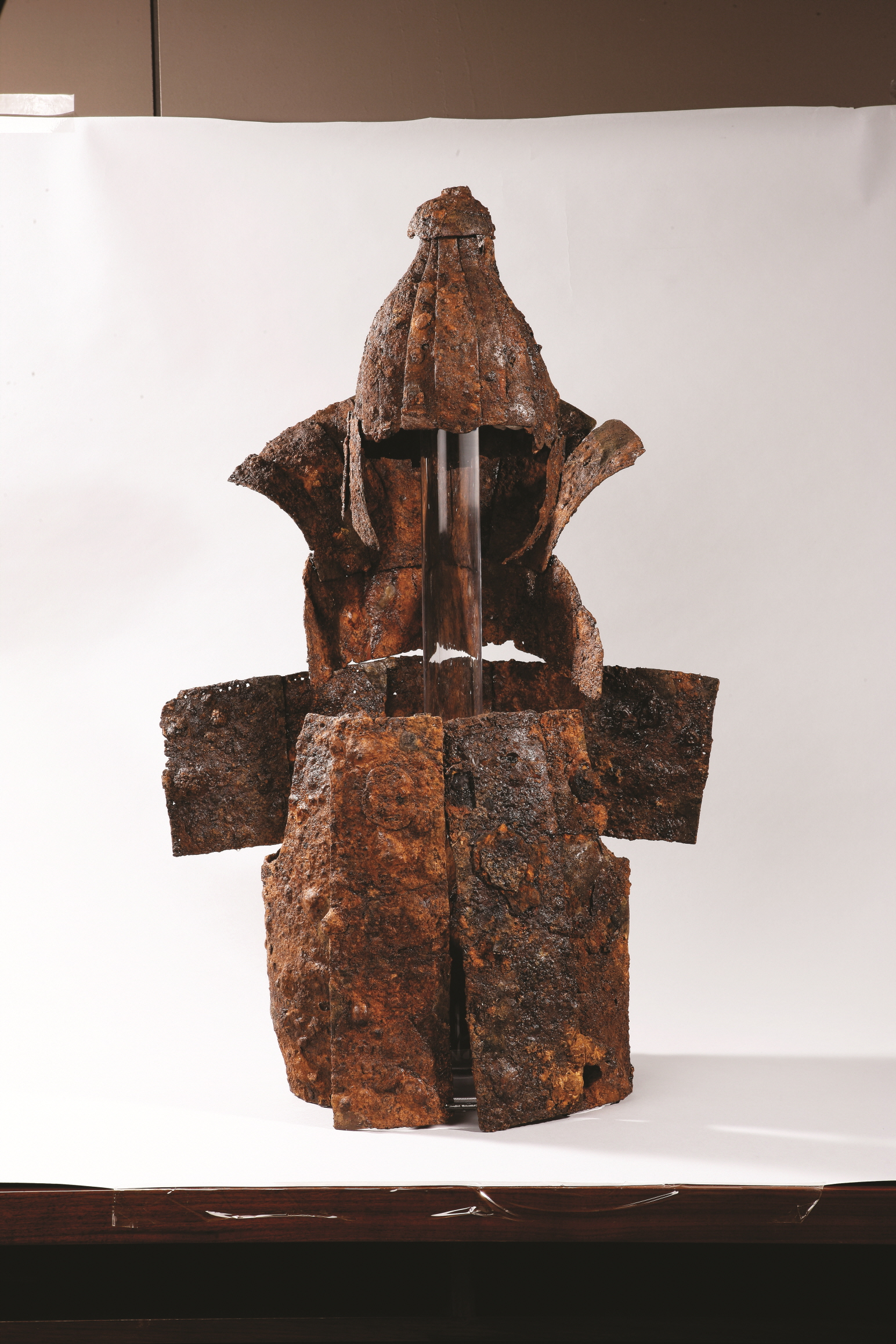
Armatura a piastre coreana.

La storia delle forze armate coreane è caratterizzata dalla presenza di una certa varietà di armature, le più frequenti delle quali furono: l'armatura a scaglie, l'armatura lamellare, l'armatura a piastre e, in epoca tarda, la brigantina ("armatura imbottita"). Scarsamente diffusa fu invece la cotta di maglia.
L'armatura coreana è attestata sin dal periodo dei c.d. "Tre regni di Corea" e restò in uso sino al XX secolo.

## Introduzione

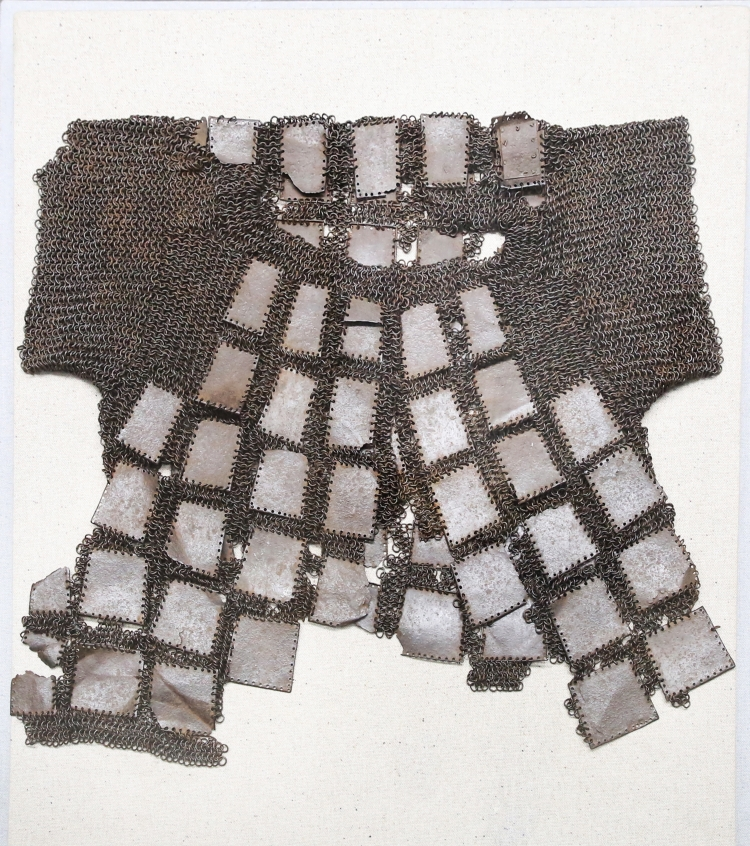
Cotta di maglia e piastre del Regno di Goryeo (XIV secolo)

L'armatura coreana era in gran parte concentrata sulla protezione contro le armi da tiro, poiché il terreno montuoso rendeva la battaglia sul campo relativamente rara rispetto ad altri paesi; prendere fortificazioni era il modo tipico di fare la guerra. L'armatura metallica era relativamente diffusa durante il periodo dei Tre regni di Corea a causa della guerra costante ma il suo utilizzo decrebbe con l'unificazione della Corea. Con la dinastia Joseon, le truppe provinciali comuni erano dotate di armature imbottite mentre le unità governative potevano permettersi armature metalliche.
La guerra coreana era spesso basata su terreni accidentati e la potenza di fuoco imposta al nemico dalle alture di solito sotto forma di archi compositi e successivamente armi da polvere da sparo, mentre la superiorità della cavalleria era favorita contro le incursioni Jurchen costanti durante la dinastia Joseon. Combattendo contro forze molto più grandi come Cina e Giappone, i coreani prediligevano la mobilità e le tattiche a distanza che limitavano la dipendenza da unità ampiamente corazzate nonostante una forte inclusione dell'addestramento corpo a corpo.
L'armatura coreana durante i Tre Regni poteva essere lamellare (su modello cinese) o a piastre (tipica della Confederazione di Gaya). Le lamelle erano di svariati materiali (bronzo, ferro, osso o cuoio) mentre le piastre erano di bronzo o ferro/acciaio
Durante i periodi successivi, l'armatura coreana adottò anche i modelli di brigantina, cotta di maglia e armatura a scaglie . A causa del costo dell'attrezzatura in ferro e acciaio che era spesso troppo alto per i coscritti contadini, gli elmi non erano sempre completamente d'acciaio e le protezioni di cuoio irrigidite non erano rare.
I pezzi di armatura coreana, dall'alto verso il basso, consistevano tipicamente in un elmo o un berretto, una pesante armatura principale con spallacci o protezione per spalle e ascelle, coprigambe (integrati dal battiscopa del mantello principale), protezione per l'inguine e protezione per gli arti. In termini di armamento, i militari coreani impiegavano fanteria pesante equipaggiata con spade o lance insieme a scudi, picchieri, arcieri, balestrieri e cavalleria pesante versatile in grado di tirare con l'arco a cavallo. La guerra navale coreana ha visto grandi dispiegamenti di pesanti scudi di legno come mezzo per proteggere il personale sui ponti superiori delle navi coreane. È suggerito che durante un periodo di governo sotto l'impero mongolo, la Corea (allora sotto la tarda dinastia Goryeo) iniziò a vedere una serie di modifiche ai suoi militari, alcuni dei quali subirono durante l'era Joseon che seguì la fine del Goryeo Dinastia nel 1392. I dipinti giapponesi di guerrieri coreani / mongoli durante le due invasioni mongole del Giappone (1274 e 1281 d.C.) mostrano forze mongole costituite in gran parte da coscritti coreani e cinesi con scudi ed elementi di armatura in stile mongolo. Gli scudi non sembrano essere durati come influenza, ma gli esempi di armature coreane dell'era Joseon mostrano spesso influenze adottive del periodo mongolo.
Dopo l'ascesa della dinastia Joseon, l'armatura coreana abbandonò progressivamente le tipologie della cotta di maglia, delle piastre e delle lamelle in favore della brigantina.

## Periodo dei Tre Regni
Le armature meglio conservate del periodo dei Tre Regni provengono quasi esclusivamente dalla confederazione di Gaya (42-562). Si tratta dei migliori esempi di armature a piastre dell'antichità che rivaleggiano con quelle del bacino del Mediterraneo dello stesso periodo. Queste armature a piastre in stile Gaya sono classificate in tre tipi: una è realizzata unendo bande di acciaio verticali per formare una singola piastra, un'altra unendo bande orizzontali e l'altra mettendo insieme piccoli pezzi di acciaio triangolari. Il primo tipo si trova a Gaya e Silla, mentre la maggior parte degli esempi per gli altri due si trovano a Gaya, ma alcuni sono stati trovati nel nord di Baekje. Stili simili sono stati trovati anche a Kyushu e Honsu, in Giappone.
L'armatura Goguryeo era di tipo lamellare, fatta di piccole piastre d'acciaio intrecciate insieme con una corda. Le antiche tombe del distretto Jjoksaem di Hwango-dong, Gyeongju, North Gyeongsang hanno scoperto il primo esempio nel 2009. I murales di Goguryo trovati in Corea del Nord fanno anche luce sull'aspetto dell'armatura di Goguryo.

Periodo dei Tre Regni
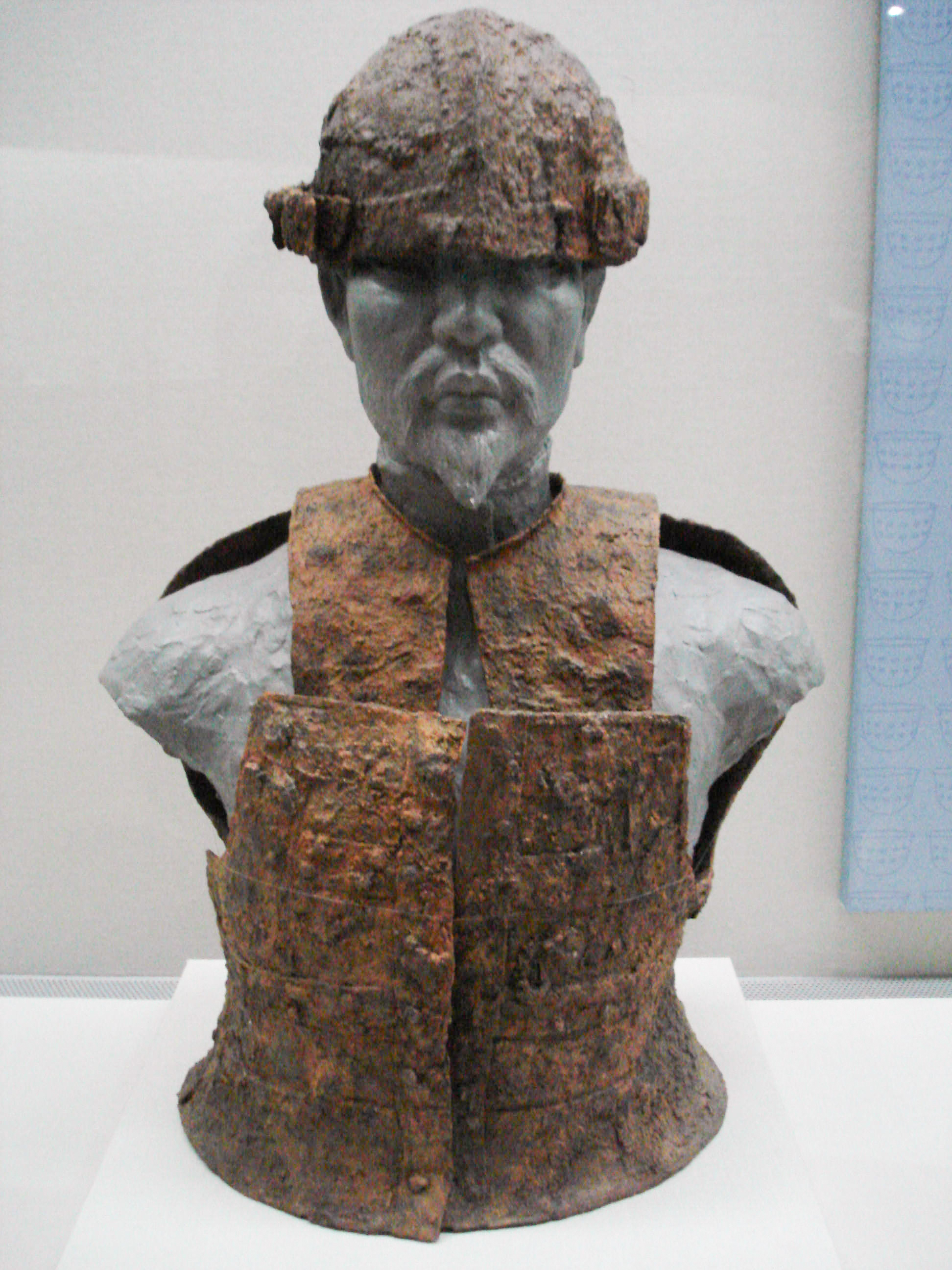
Corazza ed elmo della Confederazione di Gaya (V secolo)
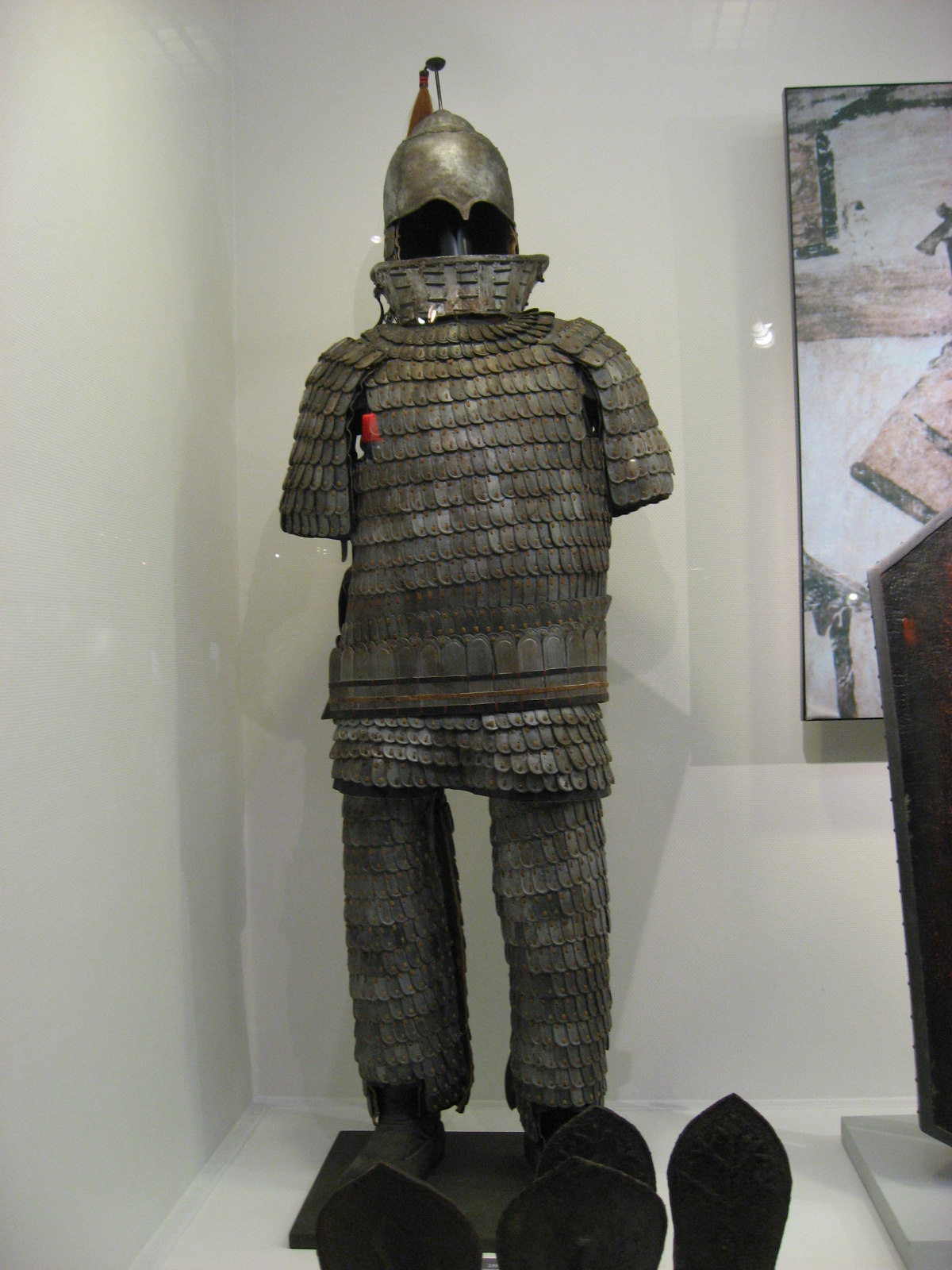
Armatura da cavaliere del Regno di Goguryeo
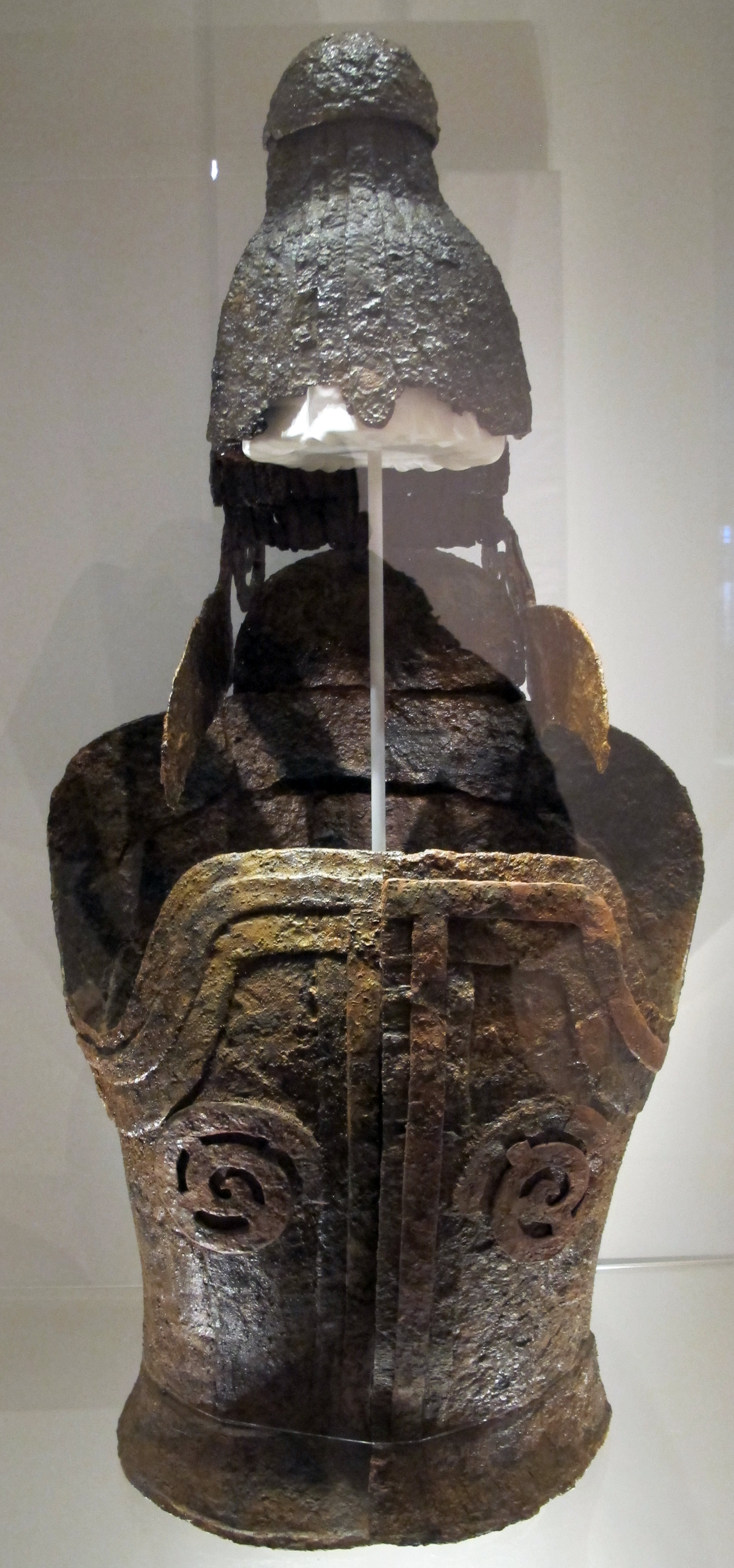
Corazza ed elmo di Gaya
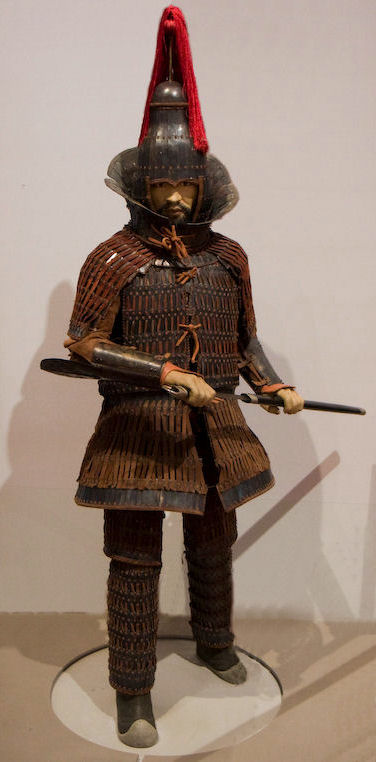
Armatura lamellare di Gaya
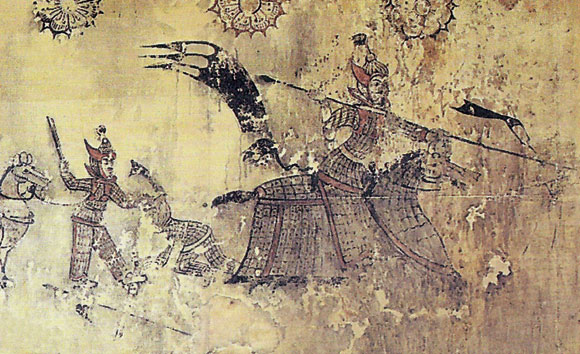
Soldato de Goguryeo
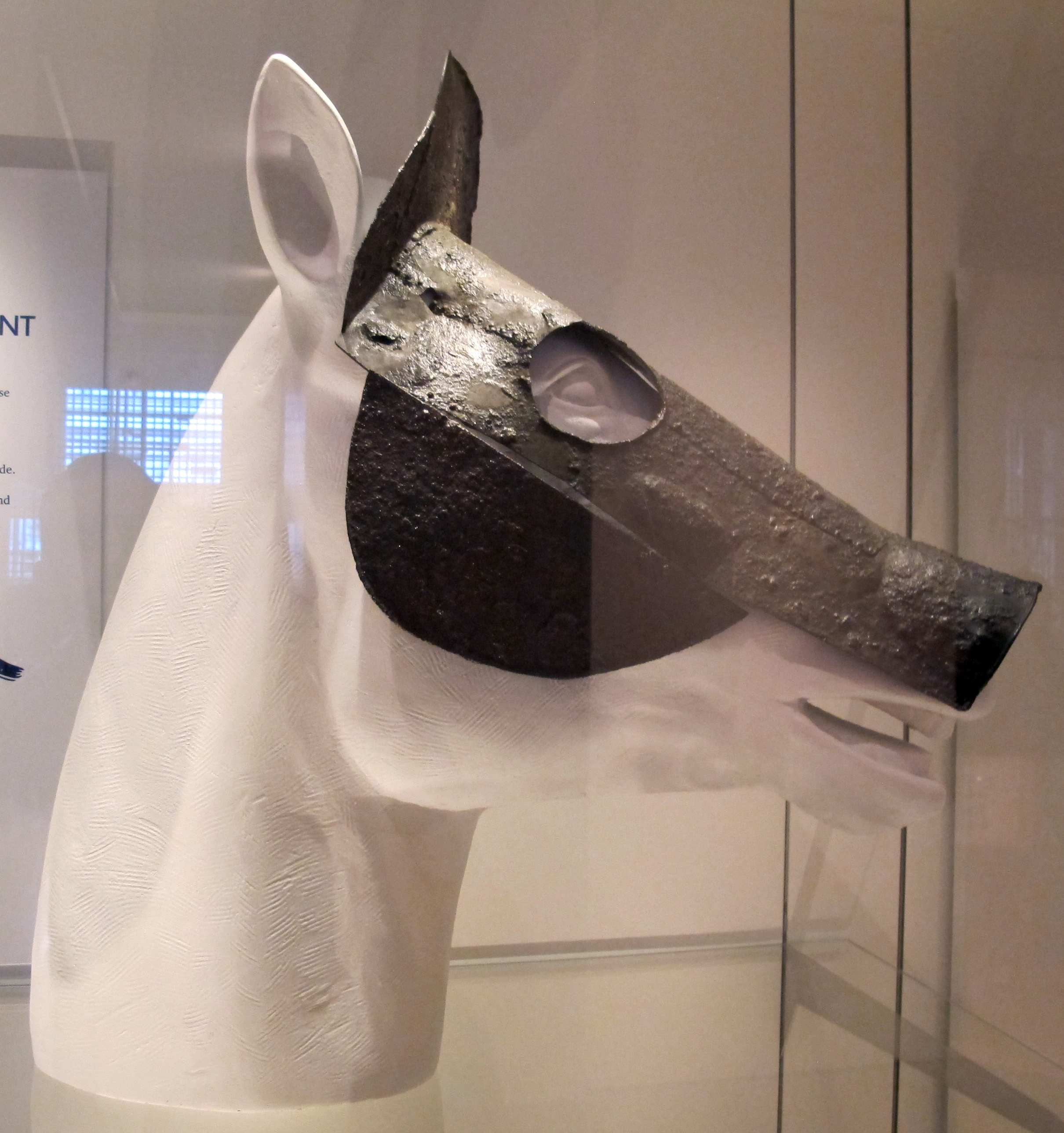
Barda Gaya

## Armatura della dinastia Joseon
Le armature della dinastia Joseon possono essere distinte tra esemplari della prima dinastia (XV-XVI sec. circa) e della tarda dinastia (XVII-XIX sec.). L'esatto punto di transizione è ancora dibattuto ma sembra essere intorno alle invasioni giapponesi della Corea (1592-1598) e all'invasione Manchu della Corea, le due uniche guerre totali che la Corea affrontò durante la dinastia Joseon. In entrambi i periodi, tuttavia, l'armatura imbottita ( eomshimgap, Hangul, hanja) era popolare tra i soldati comuni, poiché il Joseon richiedeva ai soldati di leva di fornire la propria attrezzatura e l'armatura imbottita offriva protezione del corpo a basso prezzo. L'armatura metallica era in gran parte vista all'interno delle unità di stanza nella capitale, che costituiva la principale potenza d'attacco delle forze di terra Joseon.

Dinastia Joseon
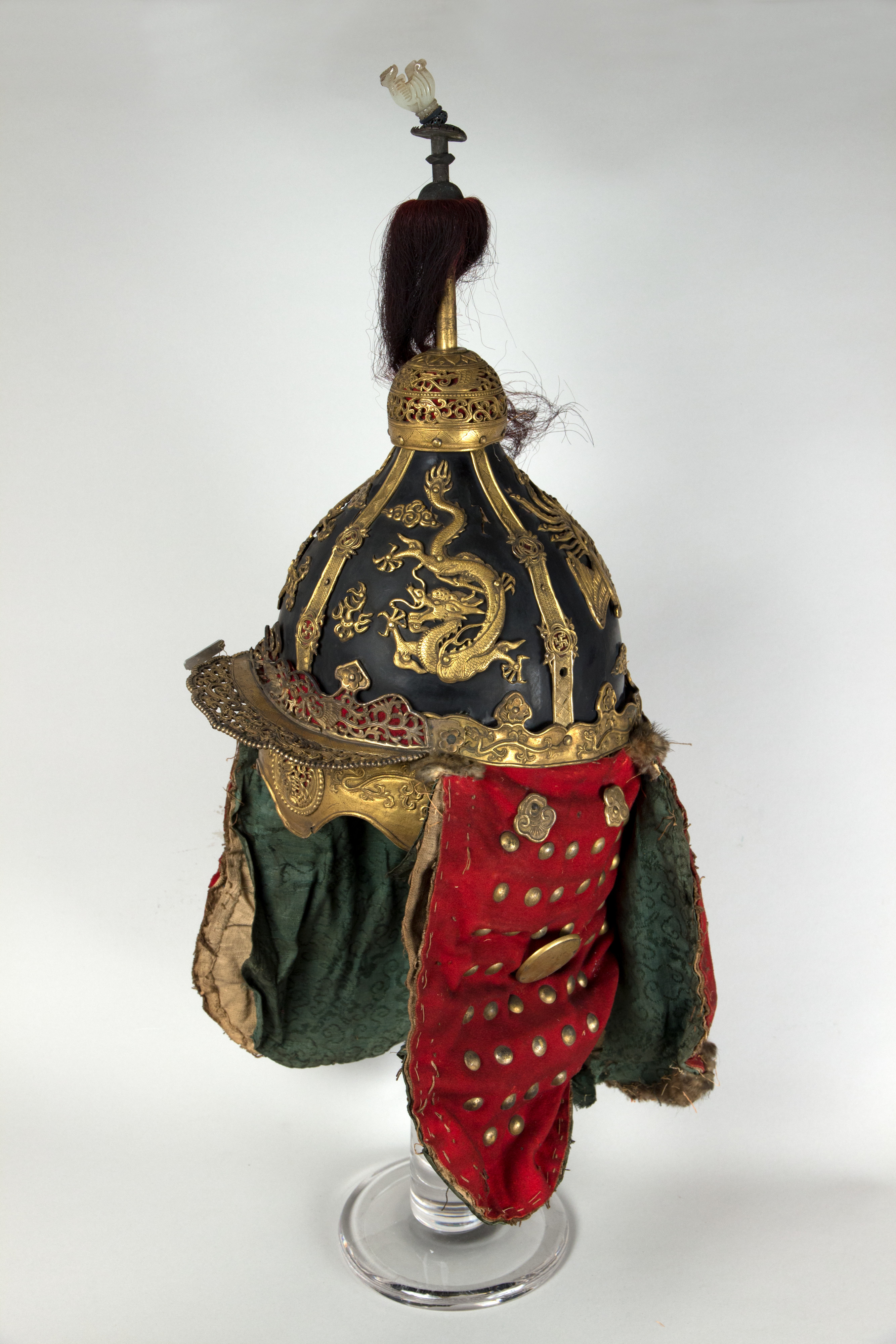
Elmo Joseon
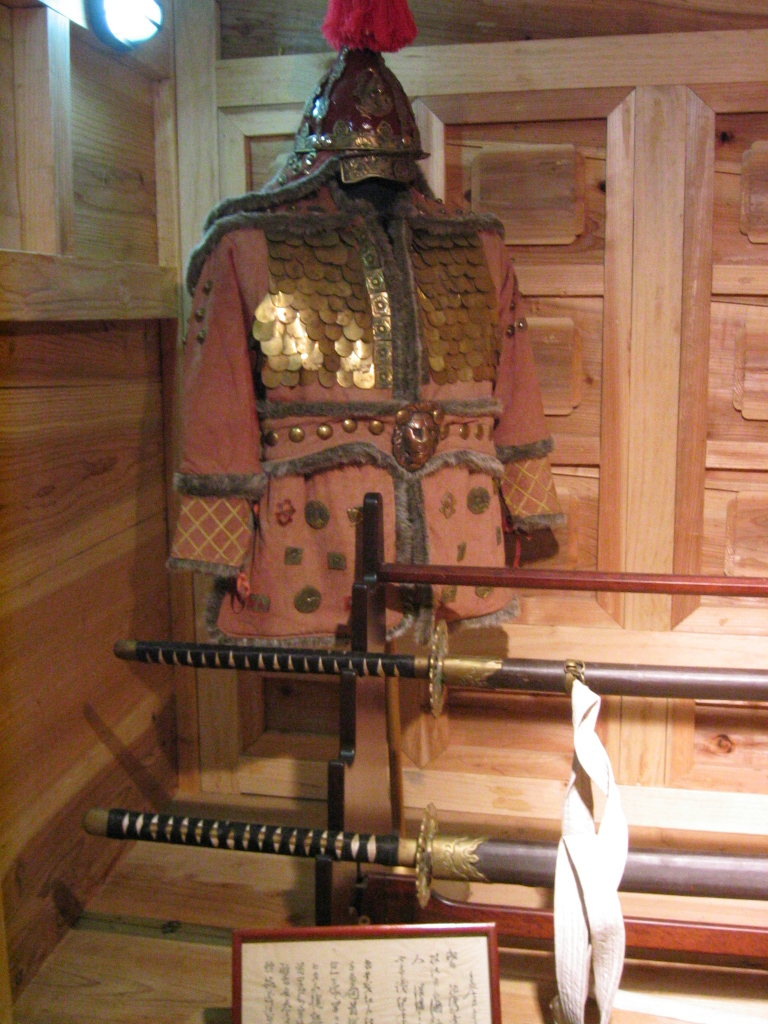
Armatura esposta nel sito commemorativo della battaglia di Danghangpo

All'inizio della dinastia, la cotta di maglia e la cotta di maglia che venivano utilizzate durante la tarda dinastia Goryeo rimasero in uso, mentre l'armatura lamellare, la forma tradizionale dell'armatura coreana, persisteva anche con alcune influenze dei mongoli ricevute durante il XIII-XIV sec. Un set completo di armatura metallica era composto da un elmo che somigliava molto ai cappelli da bollitore europei con difese del collo attaccate di maglia o lamelle, un'armatura per il corpo che arrivava fino alle cosce o alle ginocchia e una serie di protezioni per le spalle che proteggevano la parte superiore del braccio anche.
Alla fine della dinastia, la brigantina (lunga fin sotto il ginocchio) divenne la tipologia d'armatura più diffusa e l'elmo assunse una forma conica. Il resto non è cambiato molto poiché la dinastia non ha subito alcuna guerra dopo le invasioni Manciu. A metà del XIX secolo, tuttavia, ci fu un tentativo di sviluppare un'armatura anti-balistica chiamata Myeonje baegab. È stato realizzato cucendo fogli di tessuto insieme al cotone e combinandoli in un panciotto spesso come risposta alla travolgente potenza di fuoco dei fucili messi in campo dalle potenze occidentali come Francia e Stati Uniti. Sebbene questo tentativo fosse parzialmente in linea con l'attuale metodo di produzione di giubbotti anti-balistici, non sembra essersi dimostrato efficace.